# Janay DeLoachová
Cynithia "Janay" DeLoach-Soukup (* 12. října 1985 Panama, Florida) je americká atletka, jejíž hlavní disciplínou je skok daleký. Okrajově se věnuje také krátkým překážkovým běhům.

## Kariéra
V roce 2007 na Panamerických hrách v brazilském Riu de Janeiru obsadila 10. místo. V halové sezóně roku 2011 získala na americkém šampionátu v Bloomingtonu bronzovou medaili v pětiboji (60 m přek., skok do výšky, vrh koulí, skok daleký, běh na 800 metrů), když získala 4 289 bodů. Na Mistrovství světa v atletice 2011 v jihokorejském Tegu skončila ve finále na 6. místě.
Na halovém MS v tureckém Istanbulu v roce 2012 získala stříbrnou medaili. V poslední, šesté sérii skočila do vzdálenosti 698 cm a dostala se na průběžné první místo, když zaostala za svým osobním rekordem v hale o jediný centimetr. Na její pokus však odpověděla její krajanka Brittney Reeseová skokem dlouhým 723 cm a zajistila si titul halové mistryně světa.
Na Letních olympijských hrách v Londýně se z kvalifikace probojovala druhým nejdelším pokusem (681 cm). Ve finále předvedla nejlepší pokus v páté sérii, když předvedla skok dlouhý 689 cm a posunula se na bronzovou pozici. Na čtvrté místo odsunula Lotyšku Inetu Radevičovou, která v první sérii skočila 688 cm. V posledních pokusech již změna nenastala a DeLoachová vybojovala bronz. Stříbro získala Ruska Jelena Sokolovová (707 cm) a zlato Brittney Reeseová (712 cm).
Na mistrovství světa v atletice 2013 skončila v dálce na 11. místě. Na halovém mistrovství světa v atletice 2014 byla pátá v běhu na 60 metrů překážek. V roce 2015 vyhrála s americkým týmem soutěž DécaNation. Na mistrovství světa v atletice 2015 byla v dálce na 8. místě, na halové mistrovství světa v atletice 2016 na 4. místě a na olympiádě 2016 na 13. místě.

### Osobní rekordy
- hala – 699 cm – 27. února 2011, Albuquerque
- venku – 703 cm – 1. července 2012, Eugene

## Osobní život
Její otec je voják, vyrůstala na Eielsonově letecké základně. Vystudovala Coloradskou státní univerzitu, žije ve Fort Collins. Jejím manželem je bývalý výškař Patrick Soukup.